# Campionato italiano di hockey su ghiaccio 2005-2006
Il campionato italiano maschile di hockey su ghiaccio 2005-2006 era articolato in Serie A, Serie A2, Serie C Under 26 e serie C Interregionale.

## Serie A
Per l'accordo con il noto marchio di articoli sportivi, la denominazione ufficiale del massimo campionato è Rbk Hockey Cup.
Per la stagione 2005/06 sono iscritte 8 società: Alleghe H.C., Asiago Hockey A.S., H.C. Bolzano Foxes, S.G. Cortina, S.H.C. Fassa, H.C.J. Milano Vipers, Renon Ritten Sport Hockey e H.C. Valpusteria Lupi Brunico.
Le squadre si sono affrontate in un triplo girone di andata e ritorno, con tre interruzioni, la più lunga delle quali - a febbraio - in vista dei XX Giochi olimpici invernali. Al termine della regular season, le otto squadre furono divise in due gironi: nel girone A le squadre classificate al 1º, 4º, 5º e 8º posto, nel girone B quelle classificate al 2º, 3º, 6º e 7º posto. Le squadre si sono portate in eredità un terzo dei punti conquistati nella stagione regolare.
La fase intermedia (Master Round) è durata 6 giornate (girone di andata e ritorno). Le prime due di ogni girone hanno avuto accesso ai play-off: semifinali e finali sono state giocate con una serie al meglio delle cinque.

### Regular Season
Classifica finale
| Squadra      | Pt. | Vinte | Nulle | Perse | GF  | GS  |
| ------------ | --- | ----- | ----- | ----- | --- | --- |
| Milano       | 54  | 24    | 6     | 12    | 143 | 104 |
| Alleghe      | 49  | 19    | 11    | 12    | 132 | 104 |
| Renon        | 48  | 19    | 10    | 13    | 122 | 113 |
| Cortina      | 45  | 19    | 7     | 16    | 122 | 104 |
| Asiago       | 44  | 18    | 8     | 16    | 113 | 109 |
| Bolzano      | 40  | 15    | 10    | 17    | 115 | 110 |
| Val Pusteria | 34  | 12    | 10    | 20    | 114 | 154 |
| Fassa        | 22  | 8     | 6     | 28    | 103 | 166 |

### Master Round

#### Girone A
Classifica finale
| Squadra | Pt. | Vinte | Nulle | Perse | GF | GS |
| ------- | --- | ----- | ----- | ----- | -- | -- |
| Milano  | 25  | 1     | 5     | 0     | 18 | 14 |
| Cortina | 22  | 2     | 3     | 1     | 16 | 14 |
| Asiago  | 16  | 0     | 2     | 4     | 12 | 22 |
| Fassa   | 15  | 3     | 2     | 1     | 19 | 15 |

#### Girone B
Classifica finale
| Squadra      | Pt. | Vinte | Nulle | Perse | GF | GS |
| ------------ | --- | ----- | ----- | ----- | -- | -- |
| Renon        | 25  | 4     | 1     | 1     | 33 | 24 |
| Alleghe      | 24  | 4     | 0     | 2     | 30 | 20 |
| Bolzano      | 16  | 1     | 1     | 4     | 17 | 22 |
| Val Pusteria | 15  | 2     | 0     | 4     | 18 | 32 |

### Semifinali
Al meglio delle cinque gare, con la prima, la terza e l'eventuale quinta in casa della meglio classificata al termine della Regular Season.
```
Gara 1
 - 28 marzo 
2006

Milano - Alleghe 5-2
Renon - Cortina  2-5
```

```
Gara 2
 - 30 marzo 
2006

Alleghe - Milano 5-4 o.t.
Cortina - Renon  6-4
```

```
Gara 3
 - 1º aprile 
2006

Milano - Alleghe 6-1
Renon  - Cortina 4-3 o.t.
```

```
Gara 4
 - 4 aprile 
2006

Alleghe - Milano 5-6 o.t.
Cortina - Renon  1-3
```

```
Gara 5
 - 6 aprile 
2006

Renon  - Cortina 5-2
```

### Finale
Al meglio delle cinque gare, con la prima, la terza e l'eventuale quinta in casa della meglio classificata al termine della Regular Season.
```
Gara 1
 - 8 aprile 
2006

Milano - Renon 4-1
```

```
Gara 2
 - 11 aprile 
2006

Renon - Milano 1-3
```

```
Gara 3
 - 13 aprile 
2006

Milano - Renon 4-3 d.r.
```

 L'Hockey Club Junior Milano Vipers vince il quinto titolo consecutivo.
Formazione Campione d'Italia: Nicola Barban – Christian Borgatello – Giuseppe Busillo – Giuseppe Chiesa – Mario Brian Chitarroni – Ryan Christie – Paolo Della Bella – Mark Demetz – Michael Di Stefano – Magnus Eriksson – Dino Felicetti – Patrick Frizzera – Armin Helfer – Christopher Joseph – Greg Koehler – Riku Petteri Lehtonen – Alberto Lunini – Brett Lysak – Maurizio Mansi – Ilario Marchetti – Corrado Michael Mazzacane – Tommaso Migliore – Andrea Molteni – Matteo Molteni – Maximillian Oberrauch – Justin Peca – Benedetto Pirro – Marco Pozzi – Marco Raymo – Ryan Savoia – Trevor Sherban – Michele Strazzabosco – Daniel Tkaczuk.

Allenatore: Adolf Insam

## Coppa Italia
Nella stagione 2005/06 - che prevedeva tre gironi di andata e ritorno per il numero esiguo di squadre iscritte - c'è stato un cambiamento di formula rispetto alla consueta final-four: la finale della Coppa Italia 2005 si è svolta in gara unica tra la prima e la seconda classificata al termine del secondo girone di andata e ritorno.
```
Gara Unica
 - 8 gennaio 
2006

HC Milano Vipers - HC Cortina 3-0.
```

 L'Hockey Club Junior Milano Vipers si è aggiudicata per la terza volta il trofeo.

## Serie A2
La seconda divisione è denominata Serie A2. Per la stagione 2005/06 erano iscritte 10 squadre: Appiano Pirats, S.V. Caldaro, Egna Wild Goose, H.C. Merano, Pontebba Aquile, H.C. Settequerce, H.C. Torino Bulls, H.C. Gherdëina - Val Gardena, H.C. Valpellice e W.S.V. Vipiteno Broncos.
La formula: doppio girone di andata e ritorno seguito dai play-off.
La Regular Season ha visto chiudere in testa il Pontebba, seguito da Merano e Vipiteno. Chiudono la classifica le due compagini piemontesi, Valpellice e Torino, che si giocano la salvezza nei play-out, vinti poi dal Valpellice per tre gare a zero.
La finale dei play-off è fra Merano e Pontebba, dopo due serie di semifinali entrambe giunte a gara 7, rispettivamente contro Caldaro e Gherdëina.

### Finale
```
Gara 1
     - 16 marzo 
2006

Pontebba - Merano 5-2

Gara 2
     - 18 marzo 
2006

Merano - Pontebba 3-2

Gara 3
     - 20 marzo 
2006

Pontebba - Merano 7-4

Gara 4
     - 22 marzo 
2006

Merano - Pontebba 0-1
```

Il Pontebba Aquile è promosso in serie A.
Formazione campione della serie A2:

Andreas Alnered, Fabio Armani, Ulrich Buzzi, Gianluca Canei, Erik Johan Carlsson, Riccardo Cini, Roberto Ciprian, Jan Eriksson, Daniele Fortin, Felice Giugliano, Matt Groman, Adnan Hadzisulejmanovic, Nejc Japelj, Peter Mainer, Sasha Meneghetti, Arno Oberrauch, Joni Petrell, Marco Pietrafesa, Marcello Platè, Omar Dario Prà Floriani, David Stricker, Luca Traverso, Marco Tremolaterra, Nicola Vernaccini, Miha Zbontar.

## Serie C Under 26
La terza divisione ha una particolarità: le squadre partecipanti possono schierare soltanto giocatori Under 26, tanto che la denominazione ufficiale è Serie C - Under 26. Sono 16 le squadre partecipanti, divise in due gironi:
- Girone A: All Stars Piemonte Torino, E.V. Bozen 84, H.C. Bressanone, S.V. Caldaro, H.C. Dobbiaco-Icebears, S.C. Ora, S.V. Prad - Prato Stelvio e S.S.I. Vipiteno.
- Girone B: H.C. Amatori Agordino, Hockey Como, H.C. Feltreghiaccio, S.S.V. Laives, H.C. Junior Milano, A.S. Hockey Pergine, H.C. Pinè e H.C. Valrendena - Malè Pinzolo.

Si può notare che Caldaro e Milano Vipers (che giocherà a Lecco) schierano una seconda squadra in serie C. Lo stesso vale per Vipiteno, che eredita il posto dello WSV Stilfes.
Le squadre qualificate ai quarti di finale sono state: Bressanone, Vipiteno, Caldaro e Ora (Girone A); Milano, Pergine, Feltreghiaccio e Amatori Agordino (Girone B).
La finale (al meglio delle tre gare) si è giocata fra Milano e Feltreghiaccio, con i meneghini vincitori a Milano per 2-1 ed a Feltre per 1-6.
I Vipers Milano si sono dunque aggiudicati sia il campionato maggiore che la Serie C U26.

## Serie C Interregionale
Esiste inoltre una quarta divisione Interregionale, cui prendono parte compagini provenienti da Lombardia, Piemonte, Valle d'Aosta, Emilia-Romagna.
La Serie C Interregionale si compone di due divisioni:
- Serie C1: A.S. Ambrosiana 98, H.C. Bergamo, H.C. Bormio, H.C. Casate 2000, H.C. Chiavenna, H.C. Diavoli Rossoneri, H.C. Pinerolo, H.C. Valpellice, Les Aigles du Mont Blanc.
- Serie C2: CUS Milano, H.C. Black Angels, H.C. Giugoma Torino, H.C. Lupi Lariani, H.C. Wizards Bologna.

Si noti che l'H.C. Valpellice (Serie A2) schiera la sua seconda squadra nella Prima Divisione. Era previsto un secondo girone della C1 interregionale per le squadre del Nord-Est (avrebbero dovuto partecipare: Admirals Brunico, Alta Badia Corvara, Falchi Boscochiesanuova, Lana Valsura, SC Ritten e Zoldo), che però non è stato disputato.

### C1
In serie C1, il campionato va ai Les Aigles du Mont Blanc di Courmayeur, che ha chiuso il campionato a pari punti (30) con l'H.C. Bormio, ma con una miglior differenza reti (+122 contro +83).

### C2
La serie C2 è invece andata ai Wizards Bologna, che organizzando la partita di FINALE in data infrasettimanale crea la mancata presentazione dell'avversario H.C. Black Angels Milano che perde così a tavolino 5-0.
Nel corso della stagione si erano scontrati con i seguenti risultati: 
GARA DI ANDATA Wizard Bologna-Hc Black Angels 0-1  / 
GARA DI RITORNO HC Black Angels-Wizard Bologna 2-11( https://www.youtube.com/watch?v=ISw-d0oUgyI)
Elenco delle marcature: 
00:10 Gol 0-1: Claudio Farrilli (Wizards Bologna)
00:32 Gol 0-2: Denis Tumiati (Wizards Bologna)
00:53 Gol 0-3: Andrey Sokolov (Wizards Bologna) 
01:06 Gol 1-3: Andrea Brusotti (Black Angels Milano)
01:23 Gol 1-4: Claudio Farrilli (Wizards Bologna) 
01:43 Gol 1-5: Marco Radice (Wizards Bologna) 
01:59 Gol 1-6: Michele Fabris (Wizards Bologna) 
02:21 Gol 2-6: Massimiliano Spano Assist Nicolò Alario(Black Angels Milano) 
02:30 Gol 2-7: Daniele Lorenzi (Wizards Bologna) 
02:47 Gol 2-8: Manuel Marabese (Wizards Bologna) 
03:06 Gol 2-9: Max Marchi (Wizards Bologna) 
03:21 Gol 2-10: Claudio Farrilli (Wizards Bologna) 
03:43 Gol 2-11: Marco Radice (Wizards Bologna)